# Alkemade
Alkemade (anhörenⓘ) ist eine ehemalige Gemeinde in der Provinz Südholland in den Niederlanden. Seit dem 1. Januar 2009 gehört Alkemade zusammen mit Jacobswoude zur neuen Gemeinde Kaag en Braassem.

## Orte
Zur Gemeinde gehörten die Orte Kaag (das auf einer Insel in den „Kager Plassen“ liegt, Lage), Nieuwe Wetering (Lage), Oud Ade (Lage), Oude Wetering (Lage), Rijpwetering (Lage) und der Hauptort Roelofarendsveen (Lage). Die Orte liegen im Schnitt 3 Meter unter dem Meeresspiegel.

## Wirtschaft

### Verkehr
Die Orte liegen nordöstlich von Leiden an der Autobahn A 4 (Europastraße E 19) Richtung Amsterdam.

### Industrie
Die bedeutendsten Wirtschaftszweige sind: Wassersporttourismus, Anbau von Blumen und Gemüse in Gewächshäusern und Landwirtschaft.

## Politik

### Sitzverteilung im Gemeinderat
| Partei                   | Sitze | Sitze | Sitze | Sitze |
| Partei                   | 1994  | 1998  | 2002  | 2006  |
| ------------------------ | ----- | ----- | ----- | ----- |
| CDA                      | 7     | 6     | 3     | 4     |
| PvdA                     | 3     | 4     | 2     | 4     |
| Vereniging Mooi Alkemade | —     | —     | 8     | 4     |
| VVD                      | 4     | 5     | 2     | 3     |
| GroenLinks               | 1     | —     | —     | —     |
| Gesamt                   | 15    | 15    | 15    | 15    |

## Geschichte; berühmte Einwohner
Die Dörfer entstanden an Gewässern (weteringen) im Moorgebiet im 14. Jahrhundert.
Der ehemalige Tour-de-France-Sieger Joop Zoetemelk wurde in Rijpwetering geboren.

## Sehenswürdigkeiten
- Die Seenlandschaft Kagerplassen bei Rijpwetering
- Braassemermeer östlich von Roelofarendsveen
- Die vielen Windmühlen in der Polderlandschaft.

## Persönlichkeiten
- Sanne van der Star (* 1986), Eisschnellläuferin